# Liste der Biografien/Ms
Liste der Biografien |
Portal Biografien |
Personensuche
# |
A |
B |
C |
D |
E |
F |
G |
H |
I |
J |
K |
L |
M |
N |
O |
P |
Q |
R |
S |
T |
U |
V |
W |
X |
Y |
Z |
?
 
Ma |
Mb |
Mc |
Md |
Me |
Mf |
Mg |
Mh |
Mi |
Mj |
Mk |
Ml |
Mm |
Mn |
Mo |
Mp |
Mq |
Mr |
Ms |
Mt |
Mu |
Mv |
Mw |
Mx |
My |
Mz
Die Liste der Biografien führt alle Personen auf, die in der deutschsprachigen Wikipedia einen Artikel haben. Dieses ist eine Teilliste mit 43 Einträgen von Personen, deren Namen mit den Buchstaben „Ms“ beginnt.

## Ms
- Ms. Dynamite (* 1981), britische Sängerin
- Ms.Ooja (* 1982), japanische Sängerin des J-pops

### Msa
- Msaad, Mohammed (* 2004), marokkanischer Hindernisläufer
- Msakila, Charles (1919–1994), tansanischer Geistlicher, römisch-katholischer Bischof von Sumbawanga
- Msakni, Youssef (* 1990), tunesischer Fußballspieler
- Msamati, Lucian (* 1976), britischer SchauspielerLucian Msamati (* 1976)

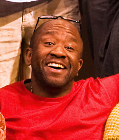
Lucian Msamati (* 1976)

- M’Sanda Tsinda-Hata, Dieudonné (1935–2001), kongolesischer Geistlicher, römisch-katholischer Bischof von Kenge
- Msandeki, Mohamed Ikoki (* 1985), tansanischer Marathonläufer
- Msarikie, Amedeus (1931–2013), tansanischer Geistlicher, römisch-katholischer Bischof von Moshi

### Msc
- Mschatschyk, Aljaksej (1996–2021), belarussischer Gewichtheber
- Mschawanadse, Wassil (1902–1988), georgischer Politiker
- Mschesch I. Gnunin († 548), armenischer Fürst
- Mschesch II. Gnunin († 635), armenischer Marzban
- Mschwelidse, Schalwa (1904–1984), georgischer Komponist
- Mschwenijeradse, Georgi Petrowitsch (* 1960), sowjetischer Wasserballspieler
- Mschwenijeradse, Nugsar Petrowitsch (* 1952), sowjetischer Wasserballspieler
- Mschwenijeradse, Pjotr Jakowlewitsch (1929–2003), sowjetischer Wasserballspieler
- Mschwidobadse, Robert Nikolajewitsch (* 1989), russischer Judoka

### Mse
- Mseleku, Bheki (1955–2008), südafrikanischer Jazzmusiker
- Msemwa, Castor Paul (1955–2017), tansanischer Geistlicher, römisch-katholischer Bischof von Tunduru-Masasi

### Msi
- Msibi, Isaiah (* 1984), eswatinischer Mittelstreckenläufer
- Msika, Joseph (1923–2009), simbabwischer Politiker, Vizepräsident von Simbabwe
- Msimang, Selby (1886–1982), südafrikanischer Politiker und Aktivist
- Msimbe, Lazarus Vitalis (* 1963), tansanischer Ordensgeistlicher, römisch-katholischer Bischof von Morogoro
- Msiska, Grace (* 1979), malawische Fußballschiedsrichterin

### Mso
- Msolla, Peter (* 1945), tansanischer Politiker, Tierarzt und Hochschullehrer
- Msonganzila, Michael George Mabuga (* 1956), tansanischer Geistlicher, römisch-katholischer Bischof von Musoma
- Msonza, Washington (* 1966), afrikanischer Künstler
- Msowoya, Chiukepo (* 1988), malawischer Fußballspieler

### Mss
- Mssoudy, Sanaâ (* 1999), marokkanische Fußballspielerin

### Mst
- Mstislaw Dawidowitsch, Fürst von Smolensk
- Mstislaw I. (1076–1132), Großfürst der Kiewer Rus
- Mstislaw II. († 1170), Fürst von Perejaslaw, Fürst von Wolhynien und Großfürst von Kiew (1167–1169)
- Mstislaw von Tschernigow, Fürst von Tmutarakan und Tschernigow
- Mstislawski, Sergei Dmitrijewitsch (1876–1943), russisch-sowjetischer Schriftsteller, Anthropologe und Sozialrevolutionär
- Mstyslaw (1898–1993), ukrainischer Kirchenführer

### Msu
- Msuri, John Yuda (* 1979), tansanischer Langstreckenläufer
- Msusa, Thomas Luke (* 1962), malawischer katholischer Bischof
- Msuya, Cleopa David (1931–2025), tansanischer Politiker, Regierungschef Tansanias
- Msuya, Joyce (* 1968), tansanische Mikrobiologin und UN-Direktorin

### Msw
- Mswati II. (1820–1868), König von Swasiland (1840–1868)
- Mswati III. (* 1968), eswatinischer KönigMswati III. (* 1968)

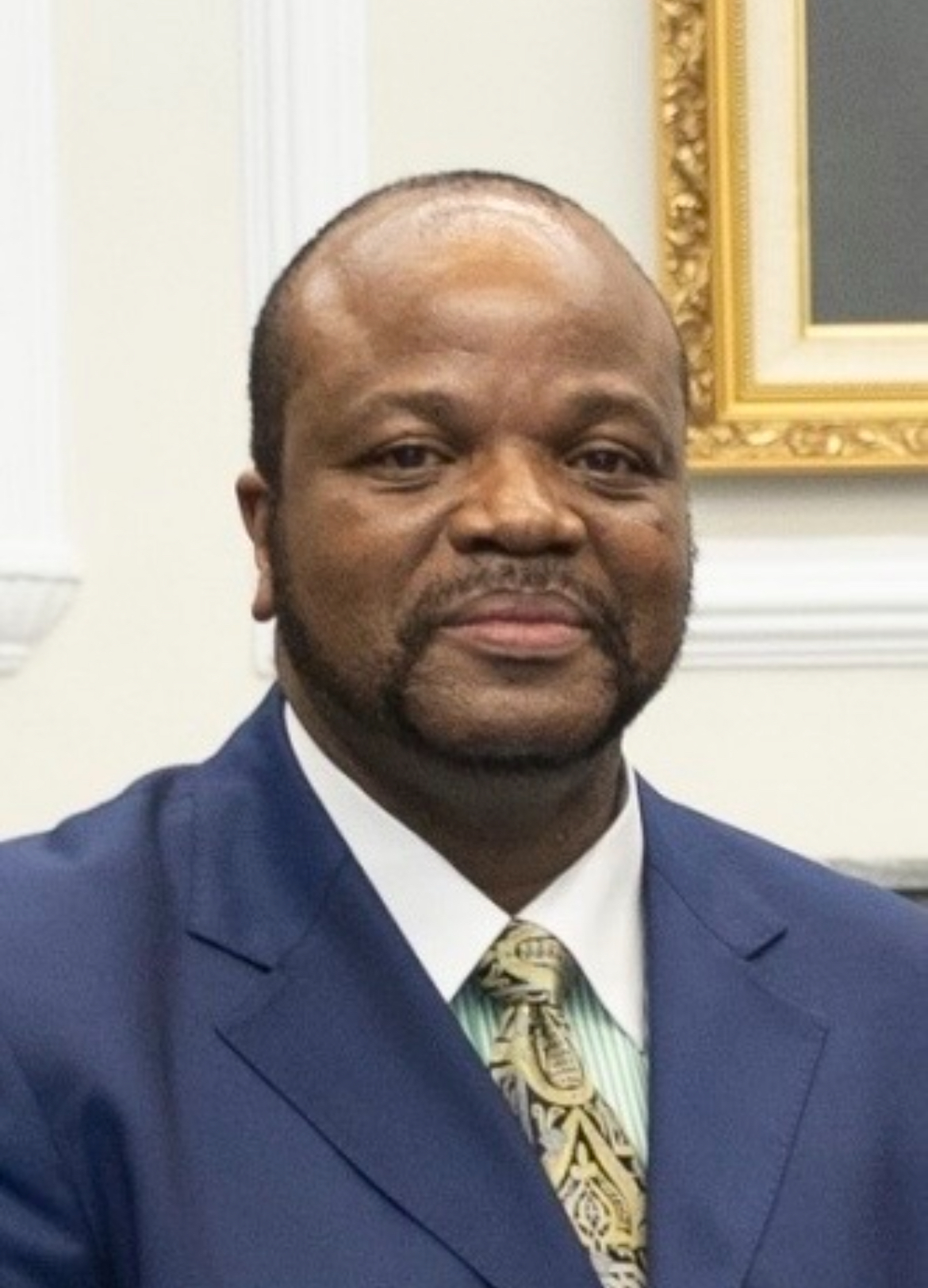
Mswati III. (* 1968)

### Msz
- Mszislawez, Pjotr Zimafejewitsch, belarussischer Buchdrucker